# Roc de Cardeniu
El Roc de Cardeniu és una muntanya rocosa de 1.601,2 m alt del límit dels termes comunals d'Estoer i Vallestàvia, tots dos de la comarca del Conflent, a la Catalunya del Nord.
És al sud-oest del Coll de la Gallina i al nord-oest de la Collada del Teixó, a prop i a ponent de la Coma.